# آنیاک (آلاسکا)
آنیاک (به انگلیسی: Aniak) شهری در ناحیه سرشماری بتل ایالت آلاسکا است که جمعیت آن در سرشماری سال ۲۰۰۰ میلادی ۵۷۲ نفر بوده‌است.